# Mor Ndiaye
Mor Ndiaye (Thiès, 22 novembre 2000) è un calciatore senegalese, centrocampista del Pogoń Stettino.

## Carriera
Cresciuto nell'Africa Promo Foot, nel 2018 è stato acquistato dal Porto, che lo ha inserito nel proprio settore giovanile, con cui ha vinto anche la UEFA Youth League 2018-2019. L'anno successivo è stato aggregato alla seconda squadra, con cui ha totalizzato 82 presenze e 8 reti in tre stagioni.
Il 24 luglio 2022 è stato acquistato a titolo definitivo dall'Estoril Praia, firmando un contratto valido fino al 2025. Ha esordito in Primeira Liga il 6 agosto successivo, in occasione dell'incontro vinto 2-0 contro il Famalicão.

## Statistiche

### Presenze e reti nei club
Statistiche aggiornate al 28 aprile 2024.
| Stagione        | Squadra         | Campionato      | Campionato | Campionato | Coppe nazionali | Coppe nazionali | Coppe nazionali | Coppe continentali | Coppe continentali | Coppe continentali | Altre coppe | Altre coppe | Altre coppe | Totale | Totale |
| Stagione        | Squadra         | Comp            | Pres       | Reti       | Comp            | Pres            | Reti            | Comp               | Pres               | Reti               | Comp        | Pres        | Reti        | Pres   | Reti   |
| --------------- | --------------- | --------------- | ---------- | ---------- | --------------- | --------------- | --------------- | ------------------ | ------------------ | ------------------ | ----------- | ----------- | ----------- | ------ | ------ |
| 2019-2020       | Porto B         | LdH             | 22         | 1          | -               | -               | -               | -                  | -                  | -                  | -           | -           | -           | 22     | 1      |
| 2020-2021       | Porto B         | LdH             | 28         | 4          | -               | -               | -               | -                  | -                  | -                  | -           | -           | -           | 28     | 4      |
| 2021-2022       | Porto B         | LdH             | 32         | 3          | -               | -               | -               | -                  | -                  | -                  | -           | -           | -           | 32     | 3      |
| Totale Porto B  | Totale Porto B  | Totale Porto B  | 82         | 8          |                 | -               | -               |                    | -                  | -                  |             | -           | -           | 82     | 8      |
| 2022-2023       | Estoril Praia   | PL              | 26         | 0          | CP+CdL          | 2+4             | 0               | -                  | -                  | -                  | -           | -           | -           | 32     | 0      |
| 2023-2024       | Estoril Praia   | PL              | 8          | 0          | CP+CdL          | 0+2             | 0               | -                  | -                  | -                  | -           | -           | -           | 10     | 0      |
| Totale carriera | Totale carriera | Totale carriera | 116        | 8          |                 | 8               | 0               |                    | -                  | -                  |             | -           | -           | 124    | 8      |

## Palmarès

### Club

#### Competizioni giovanili
- UEFA Youth League: 1

Porto: 2018-2019